# Windswept
Windswept is een nummer van Roxy Music-zanger Bryan Ferry uit 1985. Het is de derde en laatste single van zijn zesde soloalbum Boys and Girls.
Op het nummer is ook Mark Knopfler van Dire Straits te horen. Een instrumentale versie staat op de B-kant van de volgende single "Is Your Love Strong Enough?". "Windswept" leverde Ferry een bescheiden hit op op de Britse eilanden. In het Verenigd Koninkrijk bereikte het de 47e positie.

## Tracklijst
Single
1. "Windswept"
2. "Broken Wings"
3. "Crazy Love"
4. "Feel the Need"